# Свиб
Свиб (хорв. Svib) — населений пункт у Хорватії, в Сплітсько-Далматинській жупанії у складі громади Циста-Прово.

## Населення
Населення за даними перепису 2011 року становило 430 осіб.
Динаміка чисельності населення поселення:

## Клімат
Середня річна температура становить 12,91 °C, середня максимальна – 26,72 °C, а середня мінімальна – -0,67 °C. Середня річна кількість опадів – 909 мм.
| Клімат поселення                              | Клімат поселення | Клімат поселення | Клімат поселення | Клімат поселення | Клімат поселення | Клімат поселення | Клімат поселення | Клімат поселення | Клімат поселення | Клімат поселення | Клімат поселення | Клімат поселення | Клімат поселення |
| Показник                                      | Січ.             | Лют.             | Бер.             | Квіт.            | Трав.            | Черв.            | Лип.             | Серп.            | Вер.             | Жовт.            | Лист.            | Груд.            |                  |
| Середній максимум, °C                         | 9,34             | 9,64             | 12,69            | 16,52            | 20,94            | 24,91            | 26,68            | 26,72            | 22,04            | 17,54            | 12,51            | 9,76             |                  |
| Середня температура, °C                       | 4,34             | 4,63             | 7,67             | 11,52            | 15,94            | 19,89            | 22,63            | 22,66            | 18,01            | 13,50            | 8,46             | 5,72             |                  |
| Середній мінімум, °C                          | −0,67            | −0,38            | 2,67             | 6,50             | 10,94            | 14,90            | 18,58            | 18,62            | 13,95            | 9,46             | 4,40             | 1,67             |                  |
| Норма опадів, мм                              | 78               | 68               | 72               | 75               | 63               | 60               | 41               | 54               | 77               | 101              | 119              | 101              |                  |
| Середньомісячна швидкість вітру, м/с          | 2.93             | 3.29             | 3.36             | 3.09             | 2.75             | 2.46             | 2.47             | 2.35             | 2.64             | 2.74             | 3.33             | 3.38             |                  |
| Середньомісячна сонячна радіація, кДж/м²·день | 5558             | 8258             | 11933            | 16258            | 19908            | 22555            | 24332            | 21520            | 16027            | 10519            | 6004             | 4732             |                  |
| --------------------------------------------- | ---------------- | ---------------- | ---------------- | ---------------- | ---------------- | ---------------- | ---------------- | ---------------- | ---------------- | ---------------- | ---------------- | ---------------- | ---------------- |
| Джерело:                                      |                  |                  |                  |                  |                  |                  |                  |                  |                  |                  |                  |                  |                  |